# Mega Man Star Force (anime)
Pour la série originale de jeux vidéo, voir Mega Man Star Force.
Mega Man Star Force (Shooting Star Rockman (流星のロックマン, Ryūsei no Rokkuman) au Japon) est une série d'anime et de manga basée sur la série de jeux vidéo Mega Man Star Force.
L’anime est diffusé pour la première fois au Japon le 7 octobre 2006, deux mois avant la sortie japonaise du jeu, et se termine le 29 mars 2008 avec un total de 76 épisodes. Cette série suit la conclusion de la précédente série d'anime Mega Man NT Warrior basée sur Mega Man, et diffusée de 2002 à 2006.
Le manga est publié en série dans CoroCoro Comic à partir de septembre 2006. L'anime est diffusé pour la première fois en anglais sous licence de VIZ Media sur le service de vidéo streaming en ligne Toonami Jetstream le 23 juillet 2007,. La série a fait sa seule première sur Cartoon Network avec une diffusion spéciale d'une durée de deux heures le 25 août 2007. La série est proposée sur la chaîne d'animation numérique Neon Alley de VIZ Media le 1er juin 2015.
Mega Man Star Force suit les aventures de Geo Stelar et de son partenaire extraterrestre Omega-Xis, un duo capable de fusionner avec des ondes électromagnétiques pour devenir Mega Man. Ensemble, ils combattent divers êtres EM qui menacent de conquérir ou de détruire la Terre, en particulier les forces qui envahissent la planète FM.
La première série emprunte de nombreux éléments à l'astrologie et à l'espace, alors que la deuxième série se concentre davantage sur la cryptozoologie (comme le monstre du Loch Ness).
Selon l'édition de septembre 2007 de CoroCoro Comic, l'anime se conclut au Japon le 27 octobre 2007 et, comme son prédécesseur, se poursuit avec une nouvelle série intitulée Shooting Star Rockman Tribe, qui sera présentée le 3 novembre 2007. Cette suite suit les événements du deuxième jeu de la série (également publié en novembre) Mega Man Star Force 2. Selon une interview de Fuyuka Ōura (doubleur de Geo dans la version japonaise) au Tokyo Game Show de 2007, Tribe a un scénario plus profond et plus « cool », et le nouveau personnage Solo est un personnage important dans l'intrigue. Le 29 mars 2008, Tribe s'arrête au bout de 21 épisodes. Aucun projet d'anime Mega Man n'est prévu au Japon, marquant la première fois qu'un anime de la franchise n'a pas été diffusé au Japon depuis le hiatus de six mois entre Rockman.EXE et Rockman EXE.Axess en 2003.
Bien que toute la série Mega Man Battle Network ait été distribuée au Japon sur DVD, Star Force n'est pas publié sur l'archipel. Cependant, Manga Entertainment a publié un coffret de la région 2 au Royaume-Uni le 3 novembre 2008. Le coffret contient les 13 épisodes doublés en anglais diffusés sur Toonami Jetstream.

## Manga
La série de jeux vidéo Mega Man Star Force est adaptée quatre fois en manga et publié en série dans le magazine CoroCoro Comic et Shōgakukan (pour le dernier). Shooting Star Rockman est écrit par Masaya Itagaki et publié en trois volumes, de novembre 2006 à janvier 2008. TRIBE Shooting Star Rockman War Gaiden est écrit par Masaya Itagaki et publié en un volume, de février 2008 à juillet 2008. Farce On Air!! Shooting Star Rockmen est écrit par Kawano Takumi et publié en un volume, de décembre 2006 à décembre 2008. Shooting Star Rockman 3 est écrit par Ryo Takamisaki en un volume, de décembre 2008 à décembre 2008